# Walcott (Iowa)
Pour les articles homonymes, voir Walcott.
Walcott est une ville du comté de Muscatine, en Iowa, aux États-Unis. Elle est fondée en 1854 et incorporée le 10 juillet 1894.

## Source de la traduction
- (en) Cet article est partiellement ou en totalité issu de l’article de Wikipédia en anglais intitulé « Walcott, Iowa » (voir la liste des auteurs).